# Кушоро, Феликс
Феликс Кушоро (фр. Félix Couchoro; 30 января 1900 года — 5 апреля 1968 года) — тоголезский писатель и педагог.

## Биография
Кушоро родился 30 января 1900 года в Виде, Дагомея, родители были дагомейцами. Он посещал начальную школу и среднюю школу соответственно в католической миссии в Гран-Попо и Малой семинарии св. Жанны д’Арк в Виде с 1915 по 1919 год. Он преподавал в католической школе в Гран-Попо с 1919 по 1924 год. В 1939 Кушоро управлял филиалом Société Commerciale de l’Ouest Africain (SCOA). В 1929 году первая книга Кушоро «L’Esclave», которая была опубликована в Париже; второй роман, опубликованный африканцем по-французски, но книга годами оставалась неизвестной. С 1931 по 1933 годы он редактировал газету Éveil Togolais, которая была переименована в Éveil Togo-Dahoméen. Там он выступал за большую свободу торговли между Бенином и Того. В это время Кушторо изобрел записные книжки Онитша.
В 1939 году полицейские преследования заставили его укрыться в Анечо, Того. С 1939 по 1952 год он работал бизнес-агентом в Анечо и стал националистом в Комитете Тоголезской группы (CUT), партии Силвануса Олимпио. Он начал издавать книги в серийной форме в газете «Togo-Presse», начиная с «Amour de féticheuse» в 1941 году. Он работал в редакционной группе нескольких газет, которые выступали за деколонизацию. Однако вскоре он снова стал объектом полицейских репрессий. После бунта в Вогане в 1952 году он сбежал в Афлао, Гана, чтобы не попасть в тюрьму. Его бизнес потерпел неудачу, и он часто терпел нужду в Гане.
Он вернулся в Того в 1958 году и нашел работу в Ломе. Когда Того стал независимым в 1960 году, Кушоро был назначен редактором Информационной службы. Он ушел с поста в 1965 году и умер 5 апреля 1968 года в Ломе. Профессор Мартин Гбенуга, заведующий кафедрой современных языков Университета Ломе, сказал, что Феликс Кушоро «достаточно богат, но недостаточно известен». В 2015 году, спустя более восьмидесяти лет после написания, была опубликована его вторая книга Amour de Féticheuse.

## Произведения
- L’Esclave, 1929
- Amour de féticheuse, 1941
- Drama d’amour à Anecho, 1950
- L’héritage cette peste, 1963
- Amour de Féticheuse, 2015